# Icoon (symbool)
Een icoon staat in het dagelijks spraakgebruik voor een representatief symbool. Meer specifieke betekenissen gelden binnen de semiotiek (vorm die overeenkomt met zijn betekenis) en de computerwereld (grafisch symbool ter herkenning van een bestandstype).

## Semiotiek
In de semiotiek is een icoon een teken dat in zijn vorm overeenkomt met zijn betekenis, datgene waarnaar het in de werkelijkheid verwijst. 
De Amerikaanse filosoof C.S. Peirce onderscheidde drie soorten tekens: 
- Index: een teken dat alleen betekenis heeft in aanwezigheid van het betekende (zoals een windhaan enkel betekenis heeft als er effectief wind is);
- Icoon: het betekende moet niet per se aanwezig zijn, er is een relatie van gelijkenis (zoals een persoon op zijn foto gelijkt of een onomatopee op de nagebootste klank), een iconiciteit;
- Symbool: louter conventioneel (een afgesproken betekenis hebbend), zoals het pistoolschot bij de start van een atletiekwedstrijd. De voorwaarde is dat je de code moet beheersen om het teken te begrijpen. Voorbeelden van symbolen zijn emblemen.

Een teken is iconisch:
- als de vorm een afbeelding (image) is van dat wat het weergeeft. Dat kan een exacte visuele afbeelding zijn zoals bij een foto of film, een pictografische afbeelding (pictogram) zoals bij een computerpictogram of  verkeersbord, maar ook bijvoorbeeld een klanknabootsing zoals in 'kukeleku'.
- als binnen dat teken onderlinge relaties overeenkomen met werkelijkheidsrelaties (diagram).

## Computer
In de computerwereld is een icoon een grafisch symbool dat in een grafische gebruiksomgeving (GUI) aan een bestand wordt gekoppeld waardoor snel het bestandstype kan worden herkend, zoals een applicatie of een document. Binnen enkele jaren groeiden de aanvankelijk eenvoudige symbolen uit tot grotere en kleurrijke afbeeldingen, met naast hun oorspronkelijk refererende ook een decoratieve functie, waarmee de gebruiker in staat wordt gesteld tot het persoonlijker maken van zijn digitale werkomgeving. In dezelfde betekenis wordt ook de term pictogram gebruikt. Een voorbeeld van een icoonset is Nuvola.
Het icoon waarmee in browsers een webpagina kan worden gebookmarkt is een zogeheten favicon.